# اس‌اس وین (۱۸۷۳)
اس‌اس وین (۱۸۷۳) (به انگلیسی: SS Vienna (1873)) یک کشتی بود که طول آن ۱۹۱٫۳۳ فوت (۵۸٫۳۲ متر) بود. این کشتی در سال ۱۸۷۳ ساخته شد.